# Jonas Cornell
Bengt Henrik Jonas Cornell, född 8 november 1938 i Storkyrkoförsamlingen i Stockholm, död 29 oktober 2022 på Djurgården i Oscars distrikt i Stockholm, var en svensk regissör, manusförfattare och producent.
Efter studentexamen studerade han vid Lunds universitet 1961–1963. Han debuterade som skönlitterär författare 1962, blev sedan litteratur- och filmkritiker och, efter utbildning på Filminstitutet 1964–1965, regissör. Bland hans produktioner märks Puss & kram (1967), Grisjakten (1970) efter Jersilds roman och Varning för Jönssonligan (1981) samt TV-filmen Babels hus (1980).
Jonas Cornell var bror till journalisten Peter Cornell och psykoterapeuten Ann Cornell. Fadern Jan Cornell var förlagsdirektör samt bror till historikern Elias Cornell och halvbror till diplomaten Erik Cornell, hjärnforskaren David H. Ingvar och revyartisten Cilla Ingvar. Farföräldrarna Henrik Cornell och Ingegerd Henschen-Ingvar var historiker respektive konsthistoriker. Jonas Cornells mor Brita, ogift Ekerot, var syster till skådespelaren Bengt Ekerot. Han var gift 1962–1964 med Anita Berger och från 1965 till sin död med skådespelaren Agneta Ekmanner. Han fick dottern Clara i sitt första äktenskap och barnen Johannes och Frida i sitt andra gifte.
Jonas Cornell är begravd på Norra begravningsplatsen utanför Stockholm.

## Filmografi
Roller
- 1983 – Profitörerna (TV-serie)
- 1989 – Hassel – Säkra papper
- 1997 – Adam & Eva
- 2002 – Taurus (TV-serie)

Manus
- 1967 – Puss & kram
- 1968 – Jag älskar, du älskar
- 1969 – Som natt och dag
- 1970 – Grisjakten
- 1977 – Bluff Stop
- 1979 – En kärleks sommar
- 1986 – Ester – om John Bauers hustru
- 1986 – Gösta Berlings saga (TV-serie)
- 1987 – I dag röd (TV-serie)
- 1987 – Lysande landning (TV-serie)
- 1987 – Träff i helfigur (TV-serie)
- 1989 – Låt isbjörnarna dansa
- 1991 – Riktiga män bär alltid slips
- 1992 – Traberg
- 1993 – Roseanna
- 1993 – Mannen på balkongen
- 1993 – Polis polis potatismos
- 1993 – Polis polis potatismos (TV-serie)
- 1995 – Petri tårar
- 1996 – Ränta på ränta (TV-serie)
- 1998 – Hamilton
- 1999 – Magnetisörens femte vinter
- 2002 – Jag är dina
- 2004 – Linné och hans apostlar (TV-serie)
- 2005 – Drømmefangeren (TV-serie)
- 2011 – Irene Huss – Det lömska nätet
- 2011 – Irene Huss – I skydd av skuggorna

Regi
- 1965 – Hej
- 1967 – Puss & kram
- 1968 – H–H–H–H
- 1969 – Som natt och dag
- 1970 – Grisjakten
- 1970 – På sju minuter
- 1970 – Väcka åtal
- 1974 – La Bohème
- 1974 – Purpurgreven
- 1974 – Sanningens ögonblick
- 1977 – Bluff Stop
- 1981 – Babels hus (TV-serie)
- 1981 – Varning för Jönssonligan
- 1984 – Rosmersholm
- 1987 – I dag röd (TV-serie)
- 1987 – Lysande landning (TV-serie)
- 1988 – Falsk vår
- 1988 – Månguden
- 1990 – Apelsinmannen (TV-film)
- 1991 – Riktiga män bär alltid slips
- 1992 – En komikers uppväxt (TV-serie)
- 1996 – Ränta på ränta (TV-serie)
- 1996 – Skyernes skygge rammer mig
- 2002 – Olivia Twist
- 2004 – Linné och hans apostlar (TV-serie)
- 2012 – Rött och svart (Radioteatern, SR)
- 2012 – Södern (Radioteatern, SR)

### Priser
TV- filmen "Apelsinmannen" (1990) belönades 1991 med priset Prix Europa i fiction-klassen.  
Manuset till filmen "Mannen på balkongen" (1993) belönades med Guldbaggen 1994.  
Producent
- 1983 – Andra dansen

## Teater

### Regi (ej komplett)
Under åren 1971–2001 var Jonas Cornell fast anställd på Stockholms stadsteater och satte upp 25 föreställningar, 
ett urval nedan.
| År   | Produktion                               | Upphovsmän                                   | Teater                                  |
| ---- | ---------------------------------------- | -------------------------------------------- | --------------------------------------- |
| 1971 | Slutet gott, allting gott                | William Shakespeare                          | Stockholms stadsteater 7 september 1971 |
| 1972 | Som smort                                | Johan Bargum                                 | Stockholms stadsteater\|-               |
| 1972 | Jorden runt på 80 dagar                  | Bengt Ahlfors                                | Stockholms stadsteater                  |
| 1974 | Don Juan Dom Juan ou Le Festin de pierre | Molière                                      | Stockholms stadsteater                  |
| 1976 | Längtan Frühlings Erwachen               | Frank Wedekind Översättning Per Erik Wahlund | Stockholms stadsteater                  |
| 1983 | Slutspel                                 | Samuel Becket                                | Stockholms stadsteater                  |
| 1987 | Misantropen                              | Jean Baptiste P. Moliere                     | Stockholms stadsteater                  |
| 1999 | Enligt Amy Amy's View                    | David Hare                                   | Stockholms stadsteater                  |

## Radioteater
Jonas Cornell regisserade även ett antal radiopjäser, bland dem En döds memoarer av Hjalmar Bergman (2004), Om lejon kunde tala av Bengt Börjeson och Anna Karenina av Leo Tolstoj (2009).

## Filmer på svtplay
- Apelsinmannen
- Babels hus
- En komikers uppväxt
- Idag röd
- Lysande landning
- Träff i helfigur